# NGC 5437
NGC 5437 (również IC 4365 lub PGC 50113) – galaktyka spiralna (Sb), znajdująca się w gwiazdozbiorze Wolarza. Odkrył ją Wilhelm Tempel 28 czerwca 1883 roku. Jest to galaktyka z aktywnym jądrem typu LINER.